# Dungannon
Dungannon (irsky Dún Geanainn, skotsky Rathgannon) je město v Severním Irsku, v hrabství Tyrone. Je třetím největším městem v hrabství (po městech Omagh a Strabane). Rozloha města je 8,358 km².Kdysi byl Dungannon významným střediskem výroby lnu. Ve městě se nachází sklárna Tyrone Crystal Factory.

## Obyvatelstvo
V roce 2011 zde žilo přes 14 tisíc obyvatel. Dungannon je městem s nejvyšším podílem imigrantů (nejčastěji z Polska a Litvy) v Severním Irsku (tvoří 11 procent obyvatel). Jejich počet se mezi lety 2001 a 2011 zdesetinásobil. Většina z nich sem přišla za prací v místních potravinářských závodech.

## Významní rodáci
- Darren Clarke (* 1968), golfista
- Kris Meeke (* 1979), závodník v rallye
- Niall McGinn (*1987), fotbalový reprezentant